# Jessica Varnish
Jessica „Jess“ Varnish (* 10. November 1990 in Bromsgrove) ist eine ehemalige britische Bahnradsportlerin, die auf Kurzzeitdisziplinen spezialisiert war.

## Sportliche Laufbahn
Schon mit 14 Jahren nahm Jessica Varnish inoffiziell an den Junioren-Bahn-Weltmeisterschaften teil. Sie war eine Spezialistin für die Kurzzeitdisziplinen auf der Bahn. Dreimal wurde sie Europameisterin der Junioren im Keirin und im Zeitfahren.
Bei den UCI-Bahn-Weltmeisterschaften 2011 in Apeldoorn errang Varnish gemeinsam mit Victoria Pendleton Silber im Teamsprint, und die beiden Frauen wurden gemeinsam Europameisterinnen in derselben Disziplin. Beim Lauf des Bahnrad-Weltcups 2011/12 in London stellte sie mit 32,828 Sekunden einen neuen Weltrekord auf. Bei den Bahnweltmeisterschaften 2014 holte sie mit Rebecca James Bronze im Teamsprint sowie Bronze im Sprint bei den Commonwealth Games.

## Konflikt mit British Cycling
Im April 2016 wurde bekannt, dass der Vertrag zwischen Jessica Varnish und dem olympischen Programm des britischen Verbands British Cycling nicht verlängert wurde, so dass sie nicht an den Olympischen Spielen in Rio de Janeiro teilnehmen konnte. Grund seien nicht-ausreichende Leistungen, aber nicht ihre Kritik an den Trainern, die sie im März in einem Interview geäußert hatte. Varnish hatte sexistische Äußerungen des Trainers Shane Sutton zitiert, der unter anderem zu ihr gesagt haben soll: „Hau ab und krieg ein Kind.“ Es herrsche eine „Kultur der Angst“. Der Telegraph äußerte die Vermutung, dies könne das Ende ihrer Radsportkarriere bedeuten.
Varnish erhielt in ihrer Kritik an Sutton wegen vermeintlicher sexistischen Äußerungen Rückendeckung von den Fahrerinnen Victoria Pendleton und Nicole Cooke. Kurz darauf wurde Sutton vom britischen Verband suspendiert, weil es weitere Vorwürfe gab, er habe paralympische Radsportler als „gimps“ und „wobblies“ (sinngemäß „Krüppel“) bezeichnet
British Cycling (BC) untersuchte den Fall; Resultat war, dass Sutton von acht der neun Kritikpunkte Varnishs entlastet wurde. Dennoch trat Sutton von seinem Posten zurück, nachdem er kurz zuvor schon suspendiert worden war. Im Dezember 2016 forderte Jessica Varnish von British Cycling die Herausgabe ihrer persönlichen Akte, um den Hintergrund dieser Entscheidung zu erfahren. Die Vorsitzende des britischen Ruderverbandes British Rowing, Annemarie Phelps, wurde beauftragt, die Vorwürfe zu Sexismus, Rassismus und Vorzugsbehandlung zu untersuchen. Ihr Report zog das Fazit, dass der ursprüngliche Bericht von BC „geschönt“ und wesentliche Aussagen entfernt worden waren. Es bleibe die Frage, ob der damalige Vorstand von BC fähig gewesen sei, einen nationalen Sportverband zu leiten.
2017 erklärte die neu eingesetzte Geschäftsführerin der Verbandes, Julie Harrington, dass Jess Varnish in die britische Bahn-Nationalteam zurückkehren könne, wenn sie die hierfür notwendige Leistungen erbringe. 2018 verklagte Varnish British Cycling auf Entschädigung. Ihre Argumentation beruhte darauf, dass sie als subventionierte Sportlerin Arbeitnehmerrechte habe. Sollte das Gericht ihre Ansicht teilen, könnte dies weitreichende Konsequenzen für die Förderprogramme des britischen Verbandes und negative Folgen für die Sportler haben. Der Verband warf ihr bei einem ersten Hearing im Dezember 2018 vor, Eigeninteressen über die Interessen der Allgemeinheit zu stellen. Im Januar wurde ihre Klage abgewiesen, wenig später wurde sie Mutter. Varnish legte die Gerichtsentscheidung Berufung ein. Im Juli 2020 wurde die Berufung von einem Arbeitsgericht zurückgewiesen.

## Erfolge
2007
- Junioren-Weltmeisterschaft – Sprint
- Junioren-Europameisterschaft – Keirin
- Junioren-Europameisterschaft – Sprint

2008
- Junioren-Europameisterschaft – Keirin, 500-Meter-Zeitfahren
- Junioren-Europameisterschaft – Sprint

2009
- Britische Meisterin – Teamsprint (mit Helen Scott)

2010
- Europameisterschaft – Teamsprint (mit Victoria Pendleton)
- Weltcup in Cali – Teamsprint (mit Victoria Pendleton)

2011
- Weltmeisterschaft – Teamsprint (mit Victoria Pendleton)
- Europameisterschaft – Teamsprint (mit Victoria Pendleton)
- U23-Europameisterin – 500-Meter-Zeitfahren, Teamsprint (mit Rebecca James)
- U23-Europameisterschaft – Sprint

2012
- Weltcup in London – Teamsprint (mit Victoria Pendleton)
- Weltcup in Cali – Teamsprint (mit Victoria Pendleton)
- Weltcup in Glasgow – Teamsprint (mit Rebecca James)

2013
- Europameisterschaft – Sprint, Teamsprint (mit Rebecca James)
- Britische Meisterin – 500-Meter-Zeitfahren, Keirin, Sprint, Teamsprint (mit Dannielle Khan)

2014
- Weltmeisterschaft – Teamsprint (mit Rebecca James)
- Commonwealth Games – Sprint
- Britische Meisterin – 500-Meter-Zeitfahren, Keirin, Sprint

2015
- Britische Meisterin – Teamsprint (mit Katy Marchant)